# Coenonympha suevica
Coenonympha suevica är en fjärilsart som beskrevs av Arthur Francis Hemming 1936. Coenonympha suevica ingår i släktet Coenonympha och familjen praktfjärilar. Inga underarter finns listade i Catalogue of Life.